# Kohlberg (Oberpfalz)

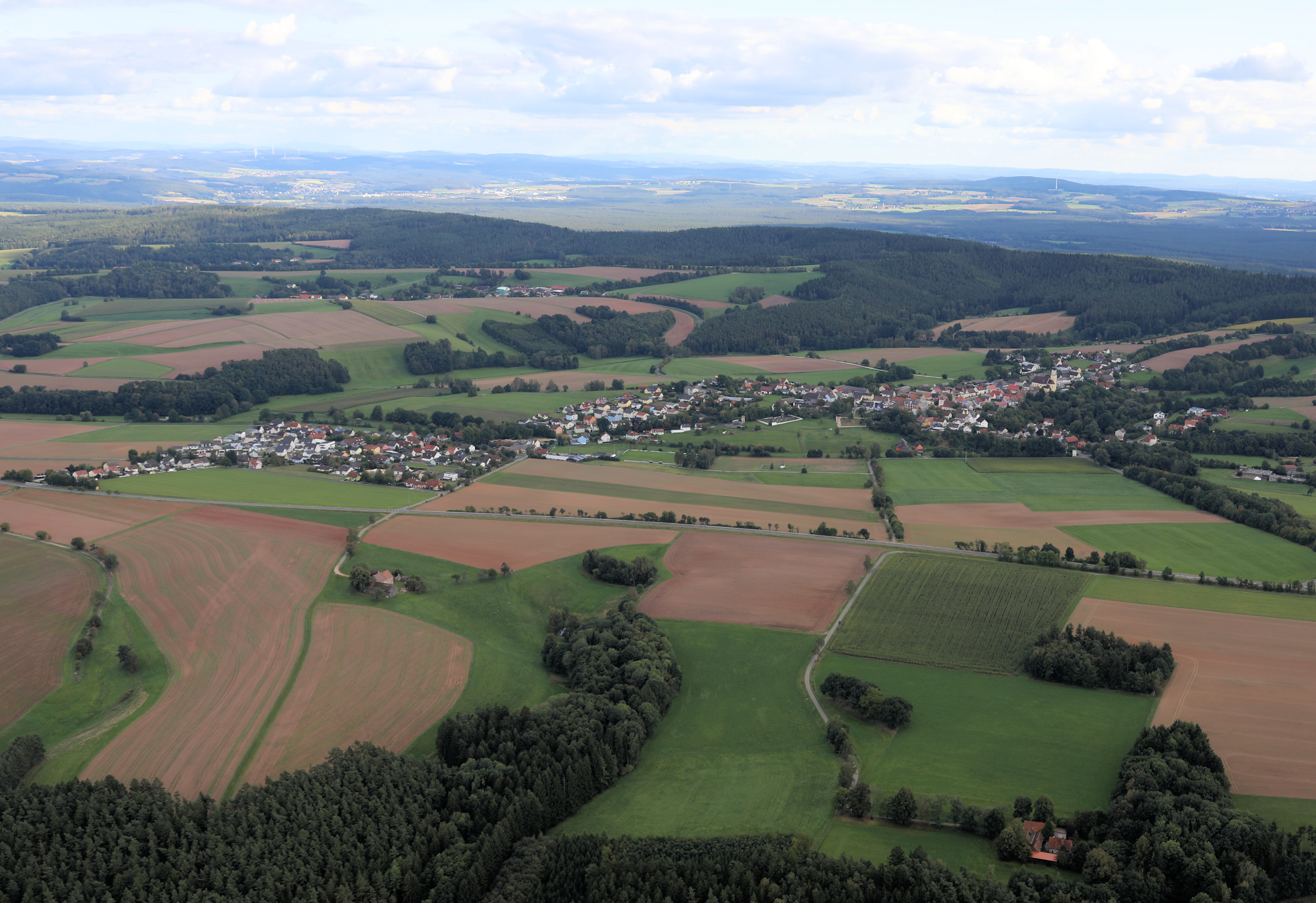
Kohlberg (2023)

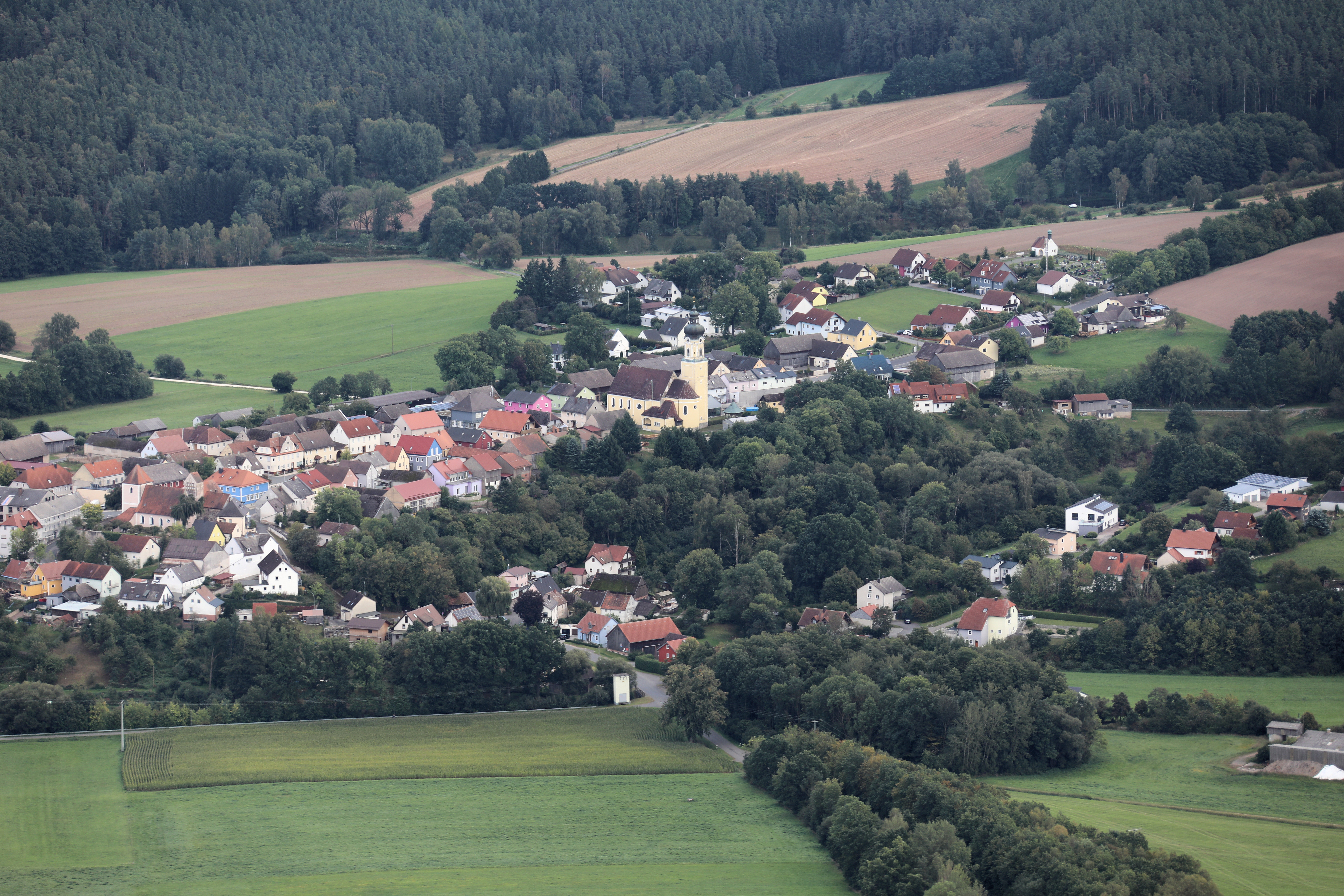
Kohlberg (2023)

Kohlberg ist ein Markt im Oberpfälzer Landkreis Neustadt an der Waldnaab. 

## Herkunft des Namens
Der Name Kohlberg rührt von den Köhlern am Berg. Holzkohle wurde damals zum Schmelzen des Eisenerzes benötigt.

## Geografie
Kohlberg liegt in der Planungsregion Oberpfalz-Nord am Nordhang des 588 Meter hohen Kohlbühls.

### Gemeindegliederung
Es gibt 13 Gemeindeteile (in Klammern ist der Siedlungstyp angegeben):
- Artesgrün (Dorf)
- Falkenthalermühle (Einöde)
- Glasschleife (Einöde)
- Hannersgrün (Dorf)
- Kohlberg (Hauptort)
- Röthenbach (Dorf)
- Schlachtlohe (Einöde)
- Schlemm (Siedlung)
- Thannhof (Weiler)
- Thannmühle (Einöde)
- Viertelhof (Einöde)
- Waldhof (Einöde)
- Weißenbrunn (Dorf)

Es gibt die Gemarkungen Hannersgrün, Kohlberg, Röthenbach und Thannhof.

### Naturräumliche Zuordnung
Kohlberg liegt im Norden des Oberpfälzischen Hügellandes. Da von den Einzelblättern 1:200.000 zum Handbuch der naturräumlichen Gliederung Deutschlands das Blatt 154/155 Bayreuth nicht erschienen ist, existiert für den Nordteil des Oberpfälzischen Hügellandes keine Feingliederung.
In einschlägiger Fachliteratur wird die geologische Untereinheit, in der Kohlberg liegt, als Kohlberger Höhenrücken bezeichnet.

## Geschichte

### Bis zum 19. Jahrhundert
Die Entstehung Kohlbergs, durch dessen Gebiet schon eine Route der Bernsteinstraße führte, geht wahrscheinlich auf die erste Hälfte des 12. Jahrhunderts zurück. Etwa zeitgleich entstanden auch die umliegenden Ortschaften Hannersgrün, Artesgrün, Weißenbrunn, Thannhof und Röthenbach.
Bereits 1250 wurde Kohlberg als eigenes Richteramt beschrieben. Der Richteramt umfasste die Ortschaften Kohlberg, Hannersgrün, Artesgrün, Weißenbrunn, die Mühle zu Falkenthal, die Ödung im Thann (Thannhof), den Hammer zu Röthenbach sowie die eingegangenen Ödungen Eichhöh und Eichelberg. Das Richteramt umfasste damit in etwa das heutige Gemeindegebiet.
Die Erhebung zum Markt muss um oder nach 1300 erfolgt sein, denn im Freiheitsbrief für Kaltenbrunn vom 28. November 1344 heißt es: „Es soll auch das vorgenannte Dorf all die Rechte haben, die der Markt zu Kohlberg hat.“ Voraussetzung für die Erhebung zum Markt war ein eigenes Gericht, die Abhaltung eines Marktes und eine Befestigung. Das Gericht bestand bereits. Der Markttag ist zwar nicht belegt, gilt jedoch als wahrscheinlich. Den fehlenden Bering um den Ort dürfte die mit einem Mauerring befestigte, in der Zwischenzeit aus Stein erbaute Kirche ersetzt haben.
Kohlberg lag an dem bedeutendsten mittelalterlichen Handelsweg zwischen Nürnberg und Prag, der Goldenen Straße. Neben Kaufleuten, Händlern, Kurieren und anderen Reisenden zog im Mittelalter deswegen auch viel Kriegsvolk durch Kohlberg. Auch Jan Hus zog im Oktober 1414 auf seiner letzten Reise von Weiden kommend durch Kohlberg nach Konstanz, wo er als Ketzer verbrannt wurde.
Seit 1268 war Kohlberg in wittelsbachischem Besitz. Der Markt war seit dem 15. Jahrhundert Sitz eines der sieben Gerichte des Gemeinschaftsamts Parkstein-Weiden, in denen der Parksteiner Landrichter zusammen mit zwölf Geschworenen in Fällen der hohen und niederen Gerichtsbarkeit urteilte.
Großen Tribut forderte der Dreißigjährige Krieg von Kohlberg. 1621 und 1626 starben jeweils über 40 Personen an der Pest, die durchziehende Soldaten eingeschleppt hatten. Am 26. Mai 1634 steckten durchziehende Österreicher und Kroaten den Ort in Brand. Von 58 Bürgerhäusern blieb nur das Buschenhaus am Ortseingang verschont. Kirche, Schule, Pfarrhaus und auch das Brauhaus wurden ein Raub der Flammen.
Von den Folgen des Dreißigjährigen Krieges erholte sich Kohlberg nur langsam. 1644 wurde die Kirche wieder aufgebaut. Ab 1633 diente sie den beiden gleichberechtigten christlichen Konfessionen. Zu dieser Zeit zählte die Gemeinde 72 Katholiken und 380 Protestanten. Dieser Zustand dauerte bis zum Dezember 1916, als die katholische Kirche fertiggestellt wurde.
Da im Gemeinschaftsamt Parkstein-Weiden, zu dem Kohlberg gehörte, häufig die Besitzverhältnisse wechselten, wechselten vom 15. bis Anfang des 18. Jahrhunderts auch in Kohlberg häufig die Landesherren. Als 1714 Pfalz-Neuburg seinen Anteil am Gemeinschaftsamt Parkstein-Weiden verkaufte und dadurch das Kondominium in Parkstein-Weiden beendet wurde, gehörte Parkstein-Weiden und damit auch der Ort Kohlberg vollständig zum Herzogtum Pfalz-Sulzbach.
Ein durch Blitzschlag verursachter Brand zerstörte 1723 in Kohlberg 19 Häuser und 13 Stadel. Die enge Bebauung, teilweise aus Holz, die Stroh- oder Schindelbedachung sowie der oft nachlässige Umgang mit offenem Licht dürfte der Auslöser weiterer Brände gewesen sein: Am 1. August 1800 brannten zwei Drittel der Gebäude im Markt ab, 1854 zerstörte ein Brand acht Hausanwesen an der Westseite des Kohlberger Marktplatzes.
Als 1777 die bayrischen Wittelsbacher ausstarben, erbte der in Pfalz-Sulzbach herrschende Karl Theodor das kurbayerische Gebiet. Kohlberg wurde somit kurbayrisch.
Im Zuge der Verwaltungsreformen in Bayern entstand mit dem Gemeindeedikt von 1818 der heutige Markt.
1868 wurde in Kohlberg eine Freiwillige Feuerwehr gegründet.

### Eingemeindungen
Im Zuge der Gebietsreform in Bayern wurde am 1. Januar 1972 die Gemeinde Hannersgrün eingegliedert.

### Einwohnerentwicklung
| Jahr      | 1961 | 1970 | 1987 | 1991 | 1995 | 2000 | 2005 | 2010 | 2015 | 2020 |
| Einwohner | 1260 | 1212 | 1175 | 1224 | 1253 | 1220 | 1251 | 1242 | 1213 | 1204 |

Zwischen 1988 und 2018 wuchs der Markt von 1178 auf 1192 um 14 Einwohner bzw. um 1,2 % der Einwohnerzahl.

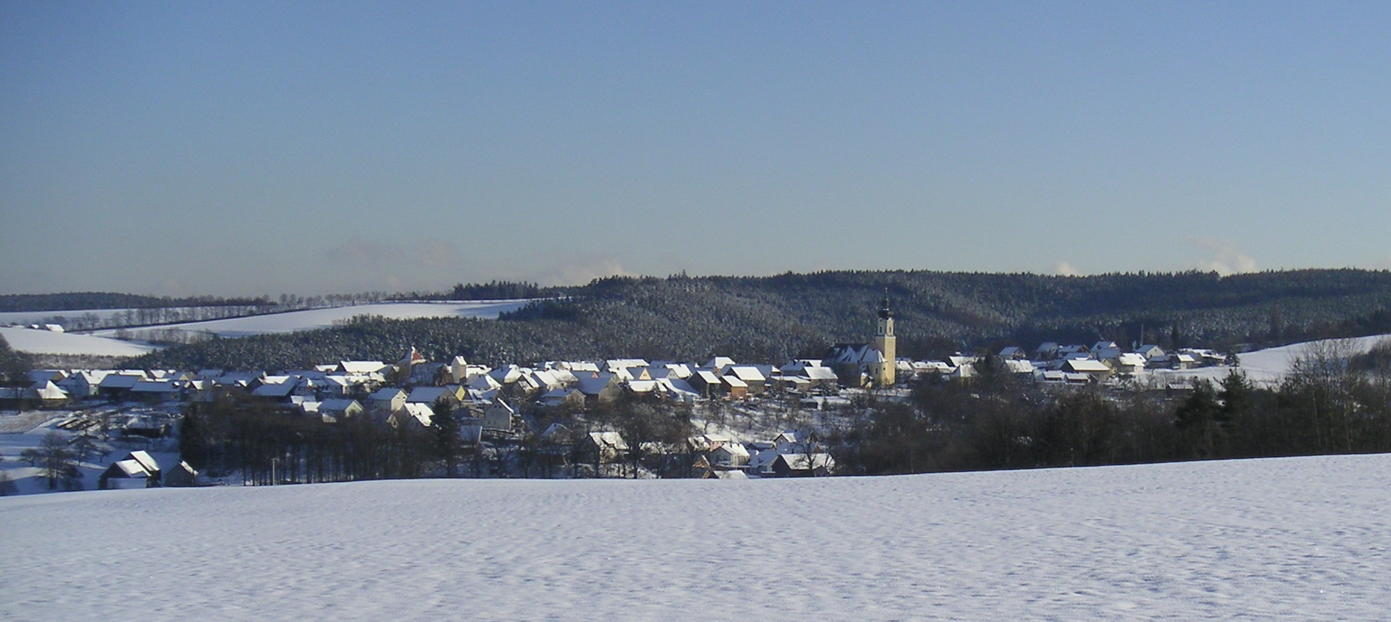
Blick auf Kohlberg, Januar 2007
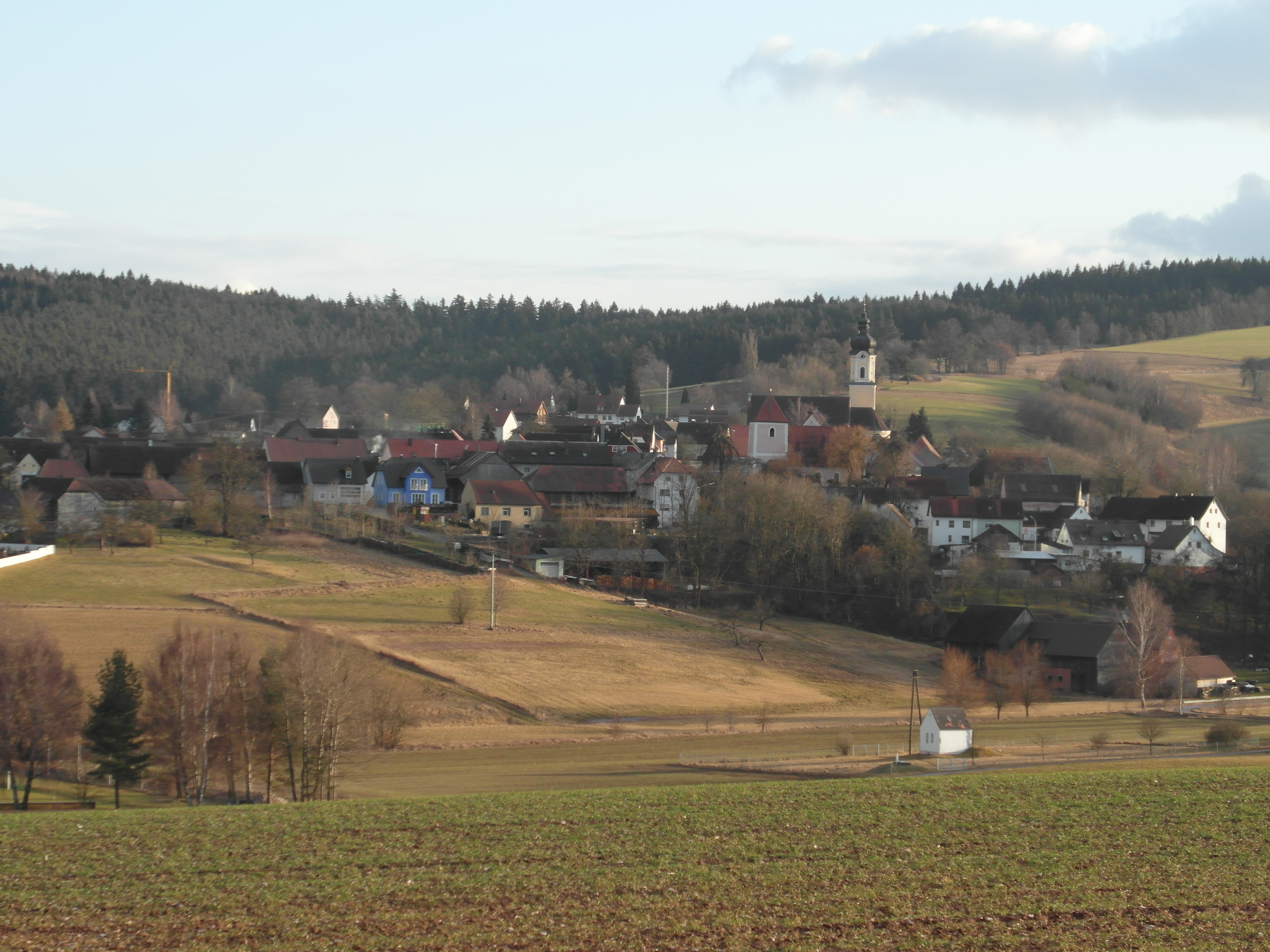
Ortsansicht Kohlberg von Norden, März 2011
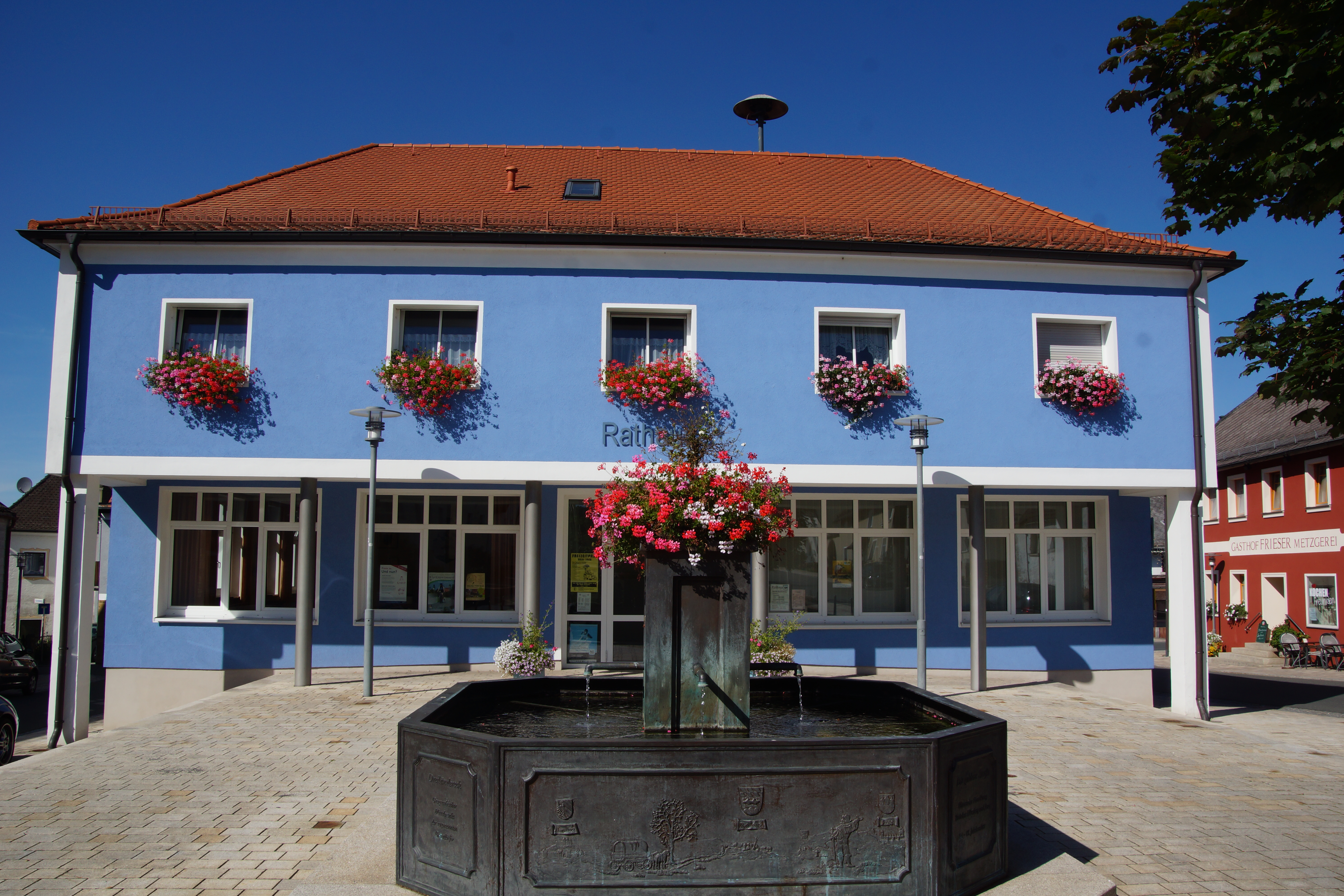
Rathaus (2019)
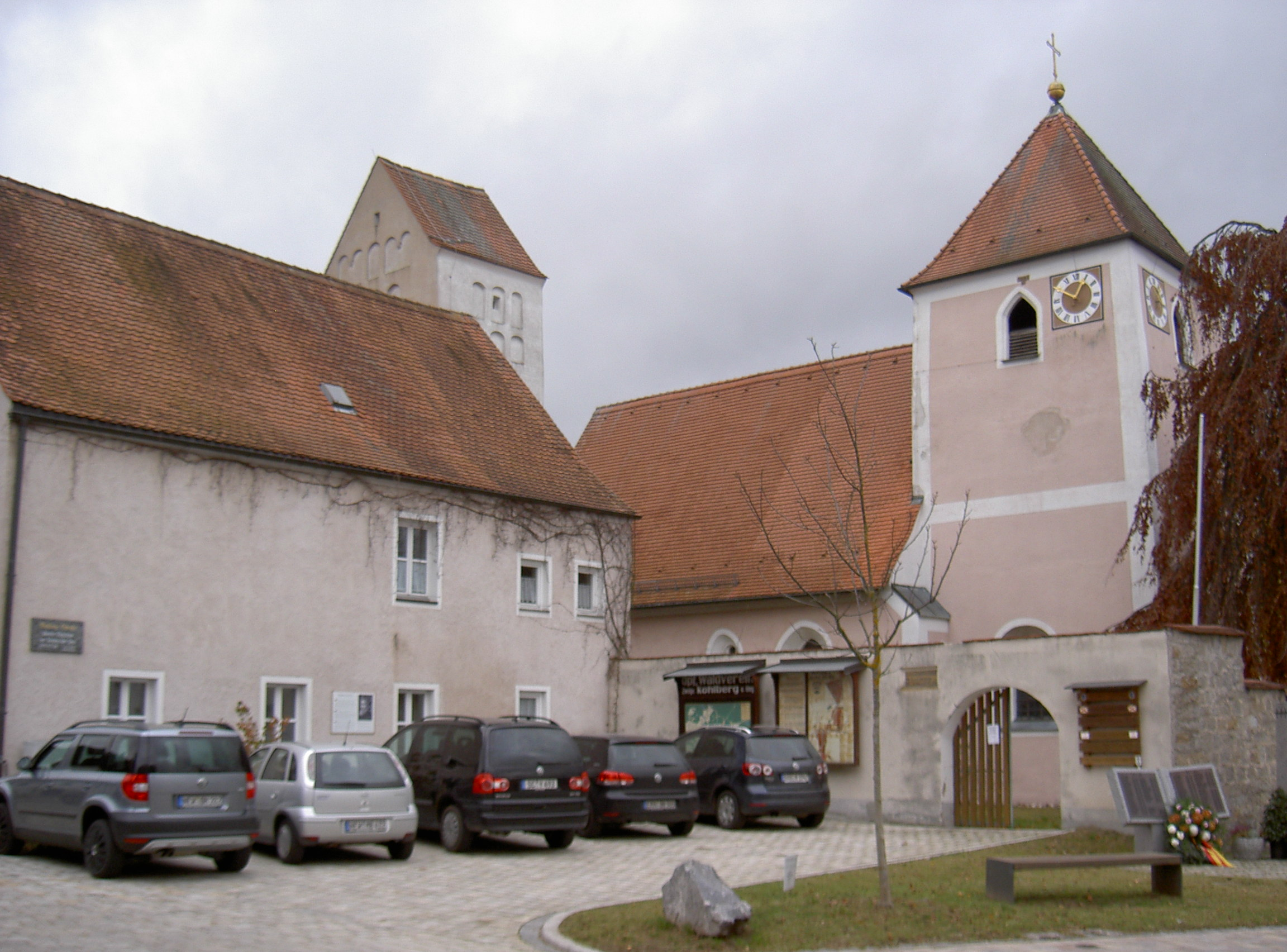
St. Nikolaus (2014)
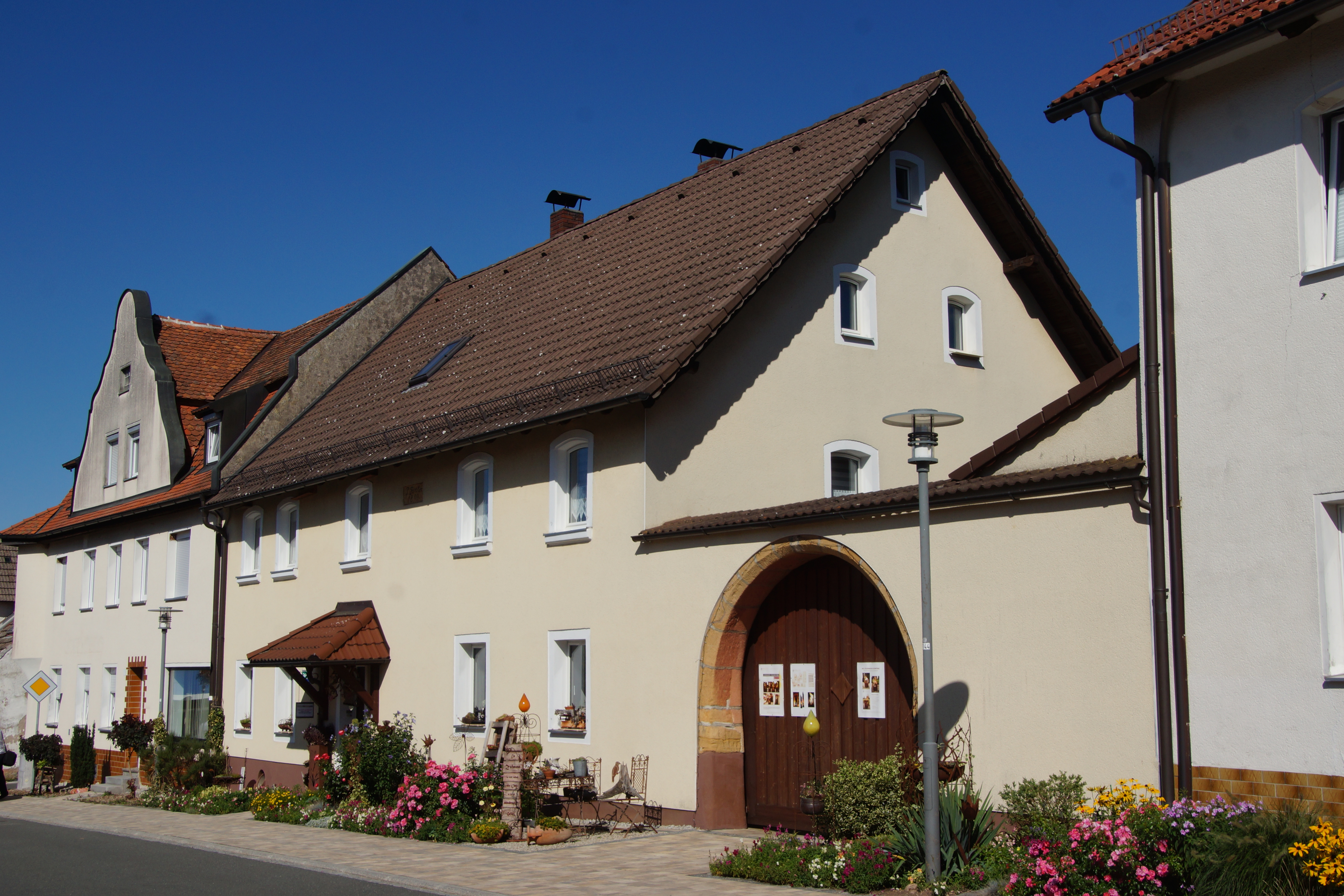
Kohlberg (2019)

## Religionen
Ursprünglich gehörte Kohlberg wohl zur Urpfarrei Luhe. Bereits in den ältesten Verzeichnissen des Bistums Regensburg aus den Jahren 1284 bzw. 1326 ist jedoch eine Pfarrei „Cholberch“ geführt.
Im Jahr 1542 führte Pfalzgraf Ottheinrich als Mitinhaber des Gemeinschaftsamtes Parkstein-Weiden das evangelische Bekenntnis ein. Kurfürst Friedrich II. von der Pfalz als Mitinhaber tolerierte dies. Kohlberg wurde somit evangelisch. Pfalzgraf Wolfgang Wilhelm von Neuburg trat am 19. Juni 1613 heimlich zur katholischen Kirche über und ordnete nach dem Tod seines Vaters im Jahr 1614 die Bekehrung seiner Untertanen an. Das Gemeinschaftsamt wechselte also abermals den Glauben.

## Politik

### Gemeinderat
Die Gemeinderatswahl 2020 ergab folgende Stimmenanteile und Sitzverteilung:
| Partei/Liste                            | %    | Sitze |
| --------------------------------------- | ---- | ----- |
| CSU                                     | 50,6 | 6     |
| SPD                                     | 14,9 | 2     |
| Unparteiische und Freie Wähler Kohlberg | 34,5 | 4     |

### Bürgermeister
Erster Bürgermeister ist Gerhard List (CSU).

### Verwaltung
Die Gemeinde ist Mitglied der Verwaltungsgemeinschaft Weiherhammer.

### Wappen
| Wappen Gde. Kohlberg (Oberpfalz) | Blasonierung: „Unter Schildhaupt mit den bayerischen Rauten in Silber ein grüner Dreiberg, über dem ein waagrechter, gestümmelter schwarzer Baumast schwebt.“ |
| Wappen Gde. Kohlberg (Oberpfalz) | Wappenbegründung: Der gestümmelte schwarze Ast steht für die früher wirtschaftlich wichtigen Kohlenmeiler in der Gegend und ergibt in Verbindung mit dem Dreiberg ein für den Ortsnamen redendes Bild. Die Rauten im Schildhaupt verweisen auf die Ortsherrschaft der Wittelsbacher seit 1268. Pfalzgraf Johann von Neumarkt verlieh dem Ort Kohlberg 1442 vermutlich nach der Markterhebung das Wappen. Im Privileg wird der Ast als glimmende Kohle benannt. Das aus der Mitte des 15. Jahrhunderts stammende und in Abdrucken seit 1523 überlieferte Siegel enthält ebenfalls das korrekte Bild. Im Siegel von 1770 wurden die Rauten fehlgedeutet und erstmals als verstreute Kohlestückchen dargestellt. Auch die Tingierung wich bis in das 20. Jahrhundert von den historischen Vorgaben ab. Das Wappen erhielt Kohlberg am 12. August 1442 von Herzog Johann von Bayern. |

## Wirtschaft und Infrastruktur

### Wirtschaft einschließlich Land- und Forstwirtschaft
Es gibt 2016 nach der amtlichen Statistik im produzierenden Gewerbe 39 und im Bereich Handel, Verkehr, Gastgewerbe 20 und insgesamt 103 sozialversicherungspflichtig Beschäftigte am Arbeitsort. Insgesamt gibt es 472 sozialversicherungspflichtig Beschäftigte am Wohnort.
2020 gibt es im verarbeitenden Gewerbe 0, im Bauhauptgewerbe 5 Betriebe. Zudem bestehen 13 landwirtschaftliche Betriebe mit einer landwirtschaftlich genutzten Fläche von 1088ha, davon sind 792ha Ackerfläche und 298ha Dauergrünfläche.

### Verkehr
Röthenbach (Oberpf) liegt an der Bahnstrecke Neukirchen–Weiden und wird von Regional-Express-Zügen der Relation Nürnberg Hbf–Neustadt (Waldnaab) bedient. Der Bahnhof wurde zum Haltepunkt rückgebaut und das örtliche Stellwerk 1997 außer Betrieb genommen. Trotz der geringen Größe von Röthenbach halten Züge hier noch fünfmal am Tag.
Die Staatsstraße 2238 verbindet die Stadt Amberg über Hirschau, Kohlberg und Etzenricht mit der Stadt Weiden, wobei sie u. a. Kohlberg im Westen weiträumig als Umgehungsstraße tangiert.

### Bildung
Es gibt folgende Einrichtungen (Stand: 2024):
- Kindergärten: 50 Kindergartenplätze mit 32 Kindern

## Persönlichkeiten
- Anton Beer-Walbrunn (* 29. Juni 1864 in Kohlberg; † 22. März 1929 in München), Komponist
- Gustav Ritter von Sailer (* 27. Mai 1892 in Kohlberg;  † 1977), Oberstleutnant, Träger des bayerischen Maximilian-Joseph-Ordens
- Andreas Schlagenhaufer (* 1941), 34 Jahre lang Pfarrer in Kohlberg